# Erich Obst
Karl August Erich Obst (født 13. september 1886 i Berlin, død 9. juni 1981 i Göttingen) var en tysk geograf.
Obst var 1910-12 leder af en ekspedition til Tysk Østafrika. 
Fra 1921 var han professor ved tekniske højskole i Hannover. Blandt hans skrifter kan nævnes Das abflusslose Rumpfschollenland im nördlichen Deutsch-Ostafrika (to bind, 1915-23), Die Vernichtung des deutschen Kolonialreichs in Afrika (1921), Die Wirtschaftsreiche in Vergangenheit und Zukunft (1922), Wirtschaftsgeographie von Grossbritannien und Irland (1925) og England, Europa und die Welt (1927). Årene 1924-44 var han redaktør for tidskriftet "Zeitschrift für Geopolitik".